# タリー点

幾何学において、タリー点（たりーてん、英: Tarry point）とは、△ABCのそれぞれの頂点を通る、ブロカール三角形△DEFの対応する辺に垂直な直線の交点である。 タリ―点は三角形の外接円上に位置し、またシュタイナー点の対蹠点である。名称はガストン・タリーに因む。

## 特徴
- キーペルト双曲線と外接円の第四交点である[4]。